# 메소사우루스
메소사우루스(Mesosaurus→중간 도마뱀)는 페름기 초기에 남아프리카와 남아메리카에 서식한 파충류의 한 속이다. 스테레오스테르눔과 함께 메소사우루스과 및 메소사우루스목에 속한다. 메소사우루스는 최초의 해양성 파충류 중 하나로 생각된다. 다만 새로 발견된 데이터에 따르면, 우루과이에서 발견된 표본은 일반적인 바닷물보다 훨씬 염도가 높은 환경에서 살았던 것 같다. 이 파충류는 수생 생활에 완벽히 적응해 있었다. 메소사우루스는 일반적으로 무궁류인 것으로 생각되지만, 프리드리히 폰 후에네는 메소사우루스가 단궁류라고 주장한 바 있다. 이 가설에 대한 관심이 근자에 되살아나고 있다.
메소사우루스의 화석은 서로 멀리 떨어져 있는 아프리카 남단과 남아메리카 동안에서 발견된다(우측 정보상자의 지도 참조). 때문에 대륙이동설의 유력한 증거 중 하나로 여겨지고 있다. 메소사우루스는 연안 지대에 서식하는 동물이었고, 대서양을 건널 수는 없었던 고로, 이러한 화석 분포는 두 대륙이 한때는 하나로 연결되어 있었음을 시사하고 있다.